# Эггерт, Виктор Викторович
Виктор Викторович Эггерт (Викторов) (7 ноября [19] ноября 1867, Иваново-Вознесенск, Российская империя — 11 мая 1918, Иваново-Вознесенск, Советская Россия) — русский военачальник, генерал-майор Русской императорской армии, участник Первой мировой войны. Командир 186-й пехотной дивизией (29.01.1917—01.03.1918), начальник 12-й Сибирской стрелковой дивизией 7-го Сибирского армейского корпуса (17.07.1915—25.10.1916), начальник штаба 3-го армейского корпуса (14.12.1914—17.07.1915), командир 2-й бригады 45-й пехотной дивизии (03.03.1912—22.01.1913), командир 77-го пехотного Тенгинского полка (21.01.1906—03.03.1912), начальник Памирского отряда (23.05.1896—21.08.1897).

## Биография
Родился Эггерт (с 1916 года — Викторов) Виктор Викторович 7 (19) ноября 1867 в городе Иваново-Вознесенск. Виктор Викторович с детства проявляет интерес к военному делу, образование получает в 1885 году в Оренбургском Неплюевском кадетском корпусе. С 1 сентября 1885 года после завершения учёбы в Оренбургском Неплюевском кадетском корпусе поступает на военную службу.
В 1887 году оканчивает 1-е военное Павловское училище в Санкт-Петербурге, был выпущен в 4-й Туркестанский стрелковый батальон. Становится подпоручиком с 7 августа 1887 года (ст. 07.08.1887), затем поручиком с 11 августа 1890 года (ст. 11.08.1890). В 1893 году оканчивает Николаевскую академию Генерального штаба по 1-му разряду, становится штабс-капитаном (ст. 20.05.1893).
После академии состоит при Одесском военном округе, затем становится помощником старшего адъютанта штаба Финляндского военного округа 4 апреля 1894 по 20 мая 1895 гг. Капитан со 2 апреля 1895 года. Обер-офицер для поручений при штабе Финляндского военного округа с 20 мая по 11 ноября 1895 года, затем по 19 октября 1899 года был помощником старшего адъютанта штаба Туркестанского военного округа. Командовал Памирским отрядом с 23 мая 1896 по 21 августа 1897 гг., период его службы начальником отряда зачтён за годичное командование ротой.
Подполковник (ст. 06.12.1899). Штаб-офицер для особых поручений при командующем войсками Семиреченской области с 19 октября 1899 по 31 января 1900 гг. Штаб-офицер для поручений при штабе Кавказского военного округа с 31 января по 2 декабря 1900 г. Старший адъютант штаба Кавказского военного округа с 2 декабря 1900 по 25 декабря 1903 гг.
В. В. Эггерт осуществлял цензовое командование батальоном в 153-м Бакинском пехотном полку с 18 июля по 18 ноября 1903 года. Полковник (пр. 1903; ст. 06.12.1903; «за отличие»). С 25 декабря 1903 г. штаб-офицер при управлении 66-й пехотной резервной бригады, затем с 21 января 1906 по 3 марта 1912 гг. командир 77-го пехотного Тенгинского полка. Чина генерал-майора был удостоен приказом 1912 года (ст. 03.03.1912; «за отличие»).
С 3 марта 1912 года командир 2-й бригады 45-й пехотной дивизии. С 22 января 1913 года генерал-квартирмейстер штаба Кавказского военного округа. С 16 мая 1914 года обер-квартирмейстер Главного управления Генерального штаба. С 15 августа 1914 года участник 1-й мировой войны, дежурный генерал штаба 10-й армии. С 14 декабря 1914 начальник штаба 3-го армейского корпуса, был награждён Георгиевским оружием (ВП 21.06.1915). С 17 июля 1915 по 25 октября 1916 гг. пребывал командующим 12-й Сибирской стрелковой дивизией. В 1916 году сменил фамилию «Эггерт» на «Викторов».
Летом 1916 года 12-я Сибирская стрелковая дивизия в составе 7-го Сибирского армейского корпуса была переброшена с Северного фронта на Юго-Западный, где после отказа частей подняться в назначенную атаку Виктор Викторович был отстранён от должности (ВП 25.10.1916) с назначением в резерв чинов при штабе Киевского военного округа. Затем назначен в резерв чинов при штабе Петроградского военного округа (ВП 31.10.1916). 29 января 1917 года назначен командующим 186-й пехотной дивизией (1917—1918). Зачислен в соответствии с решением Генерального штаба с оставлением в должности (ПАФ 07.05.1917).
Эггерт (Викторов) Виктор Викторович ушёл из жизни 11 мая 1918 года после тяжёлой болезни — «в условиях революционных событий (на тот момент истории) в России, генерал Эггерт столкнулся с трудностями» — в родном городе Иваново-Вознесенске (о чём свидетельствует актовая запись из метрической книги Спасской церкви г. Иваново-Вознесенска).

## Награды
- Орден Святой Анны 3-й степени (1898),
- Орден Святой Анны 2-й степени (1902),
- Орден Святой Анны 1-й степени (ВП 14.01.1915),
- Орден Святого Станислава 2-й степени (1899),
- Орден Святого Станислава 1-й степени (06.12.1913),
- Орден Святого Владимира 4-й степени (1905),
- Орден Святого Владимира 3-степени (1908; 25.01.1909),
- Орден Святого Владимира 2-й степени с мечами (ВП 26.04.1916),
- Георгиевское оружие (ВП 21.06.1915)[1][2][3][7].

### Комментарии
1. ↑  Безуездный город до Октябрьской революции, названием города «Иваново-Вознесенск» стало c 1871 по 1932 год путём соединения села Иванова и Вознесенского посада, а с 1918 г. город при советской власти стал центром Иваново-Вознесенской губернии.
2. ↑  «По итогам года в отчёте капитана Генерального штаба Эггерта, начальника Памирского отряда, при котором совершился переход в ведение бухарской администрации, указывалось, что „жители, освобождённые по условиям, на которых они передано эмиру, от всяких податей и налогов, положительно грабится бухарцами, что в течение целого года получал непрерывный ряд жалоб и донесений на бухарцев и что, по словам таджиков, бухарское управление оказалось не легче афганского“. Из-за больших поборов убрали одного из беков, но, как предусматривал капитан Эггерт „при веках сложившейся системе бухарского управления мера эта могла оказать лишь временное действие“ <…> капитан Эггерт было отмечал, что бухарцы всячески старались показать населению, что они хозяева, а русские чуть ли не в их подчинении. К нашим казакам беки относились свысока»[6].
3. ↑  «Командующий 186-й пехотной дивизией (с 29.01.1917; по Списку ГШ по 01.03.1918 — с 07.05.1917 (Приказ по армии и флоту))»[8].
4. ↑  «Государственный архив Ивановской области. Фонд 218, оп. 3, д. 64. Метрическая книга Спасской церкви города Иваново-Вознесенска за 1917—1918 г.)[8].